# 4917 Юрільвовія
4917 Юрільвовія (4917 Yurilvovia) — астероїд головного поясу, відкритий 28 вересня 1973 року.
Тіссеранів параметр щодо Юпітера — 3,338.
Названо на честь російського вченого в області геоботаніки і екології природних ресурсів Юрія Олексійовича Львова (1932 — 1994).